# Red Robin Gourmet Burger and Brews
Red Robin Gourmet Burger and Brews, o sencillamente Red Robin, es una cadena de comida rápida estadounidense de restaurantes informales, fue fundada en septiembre de 1969 en Seattle, Washington. En 1979 se abrió el primer restaurante de Red Robin con franquicia en Yakima, Washington. Su sede está en Greenwood, Colorado. En agosto del 2020, la compañía tenía 570 restaurantes en operación de los cuales solo 90 operaban como franquiciados.

## Historia
El Red Robin original estaba localizado en la esquina de Furhman y Eastlake Avenues E. en Seattle, en el extremo sur del University Bridge. Data de 1940 y antes se llamó Sam's Tavern. El dueño, Sam, cantó en un cuarteto de barbería y frecuentemente podía ser escuchado cantando la canción "When the Red, Red Robin (Comes Bob, Bob, Bobbin 'Along)". La canción le gustaba tanto que acabó cambiando el nombre del restaurante a Sam's Red Robin.

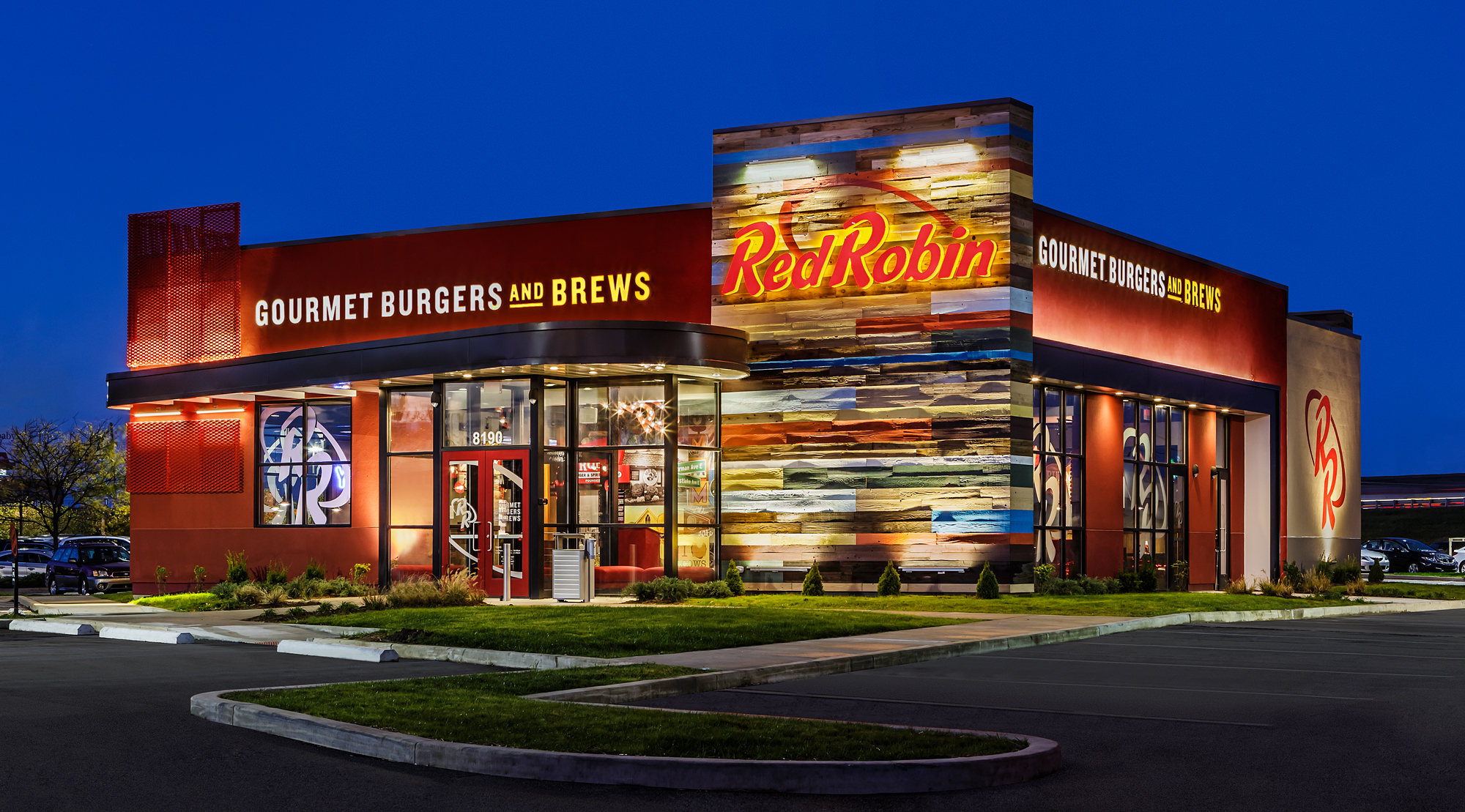
Un restaurante de Red Robin en 2015.

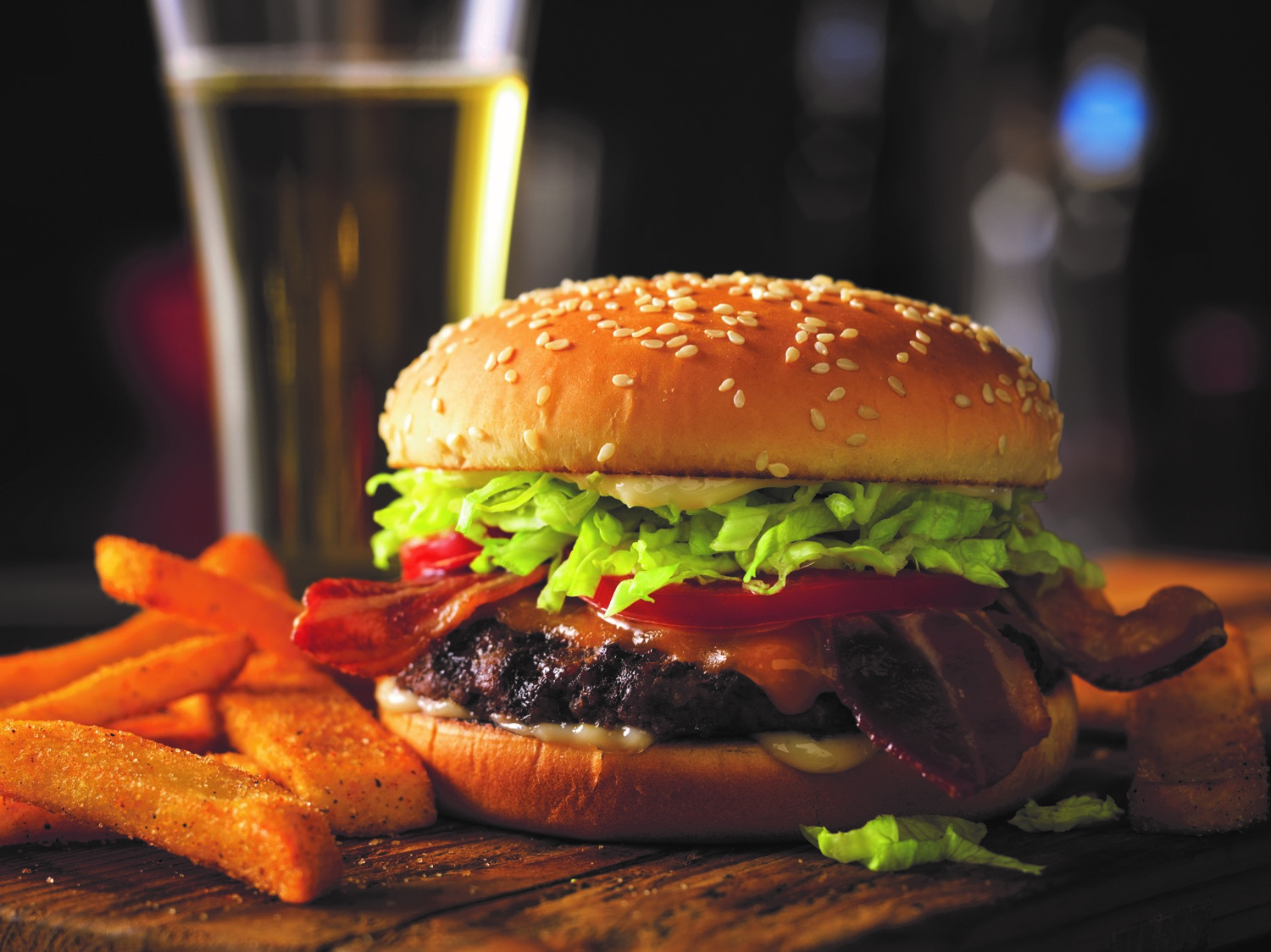
Hamburguesa Gourmet de Red Robin.

En 1969, el empresario local de restaurantes Gerry Kingen compró el restaurante, lo amplió y cambió su denominación a Red Robin. Tenía 110 m² y era el lugar preferido de reunión de los estudiantes de la Universidad de Washington. Siguió como taberna unos cuantos años más, pero más tarde añadió hamburguesas a la carta, hasta llegar a las 28 diferentes y las ventas aumentaron.
Después de 10 años construyendo el concepto de Red Robin, Kingen decidió franquiciarlo, lo que resultó ser significativo en el desarrollo de la cadena. A través de una franquicia, y a través de un franquiciado en particular, la cadena saco su fuerza. La asociación de Kingen con la compañía que fundó más tarde persistió, pero el sistema de franquicias soportó, creando discípulos del formato del las hamburguesas gourmet que logró extender su presencia física y geográfica de la empresa mucho más lejos de los esfuerzos de su creador.
En 1979, Kingen vendió a Michael y Steve Snyder los derechos para abrir un Red Robin en Yakima, Washington y The Snyder Group Company se convirtió en la primera franquicia de Red Robin primer. En 1980, Red Robin abrió un restaurante en Portland, Oregón. En 1983, Red Robin adoptó una mascota nombrada Red. En 1985, Red Robin presumió 175 restaurantes cuando la sede corporativa fue movida del centro de Seattle a Irvine, California después de que el CEO Kingen vendió un interés de controlar Red Robin Corp. A Skylark corporation de Japón y donde Michael Snyder tenía oficinas de Red Robin. Con éxitos insignificantes y bajo rendimiento financiero bajo la administración de Skylark, Kingen, entonces un dueño minoritario, en 1995 regreso a Red Robin con Michael Snyder para ayudar a la empresa a volver a la rentabilidad. En 2000, la compañía abrió su 150.º restaurante. La sede fue trasladada al Denver Tech Center. En 2000, Red Robin se fusionó con el Snyder Group, y Snyder se convirtió en presidente y CEO de la compañía fusionada. Snyder tomó el público de compañía en 2002.
El Red Robin original cerró el 21 de marzo de 2010 debido al coste prohibitivo de mantenimiento del antiguo edificio. Fue derribado el 28 de agosto de 2014.
En el año 2015, la compañía ya contaba con 538 restaurantes con unos ingresos de US $ 1,250 millones.
El 2 de diciembre de 2018, Michael Snyder se suicidó.
Red Robin añadió una "línea" simplificada de restaurantes llamada Red Robin´s Burger Works que presentan un servicio rápido con presencia en Washington D. C., Illinois, Ohio, y Colorado.
En septiembre de 2019, Paul J.B. Murphy III fue nombrado presidente, director ejecutivo, y miembro del consejo de administración de la compañía, a partir del 3 de octubre de 2019.
En octubre de 2019, la compañía anunció planes para cerrar sus cinco locales de Alberta, Canadá a principios de diciembre.